# Phaeospilodes fenestella
Phaeospilodes fenestella är en tvåvingeart som först beskrevs av Daniel William Coquillett 1910.  Phaeospilodes fenestella ingår i släktet Phaeospilodes och familjen borrflugor. Inga underarter finns listade i Catalogue of Life.